# Helmut Jahn
Pour les articles homonymes, voir Jahn.
Helmut Jahn, né le 4 janvier 1940 à Zirndorf (Bavière) et mort le 8 mai 2021 à Campton Hills (Illinois), est un architecte allemand naturalisé américain.

## Biographie

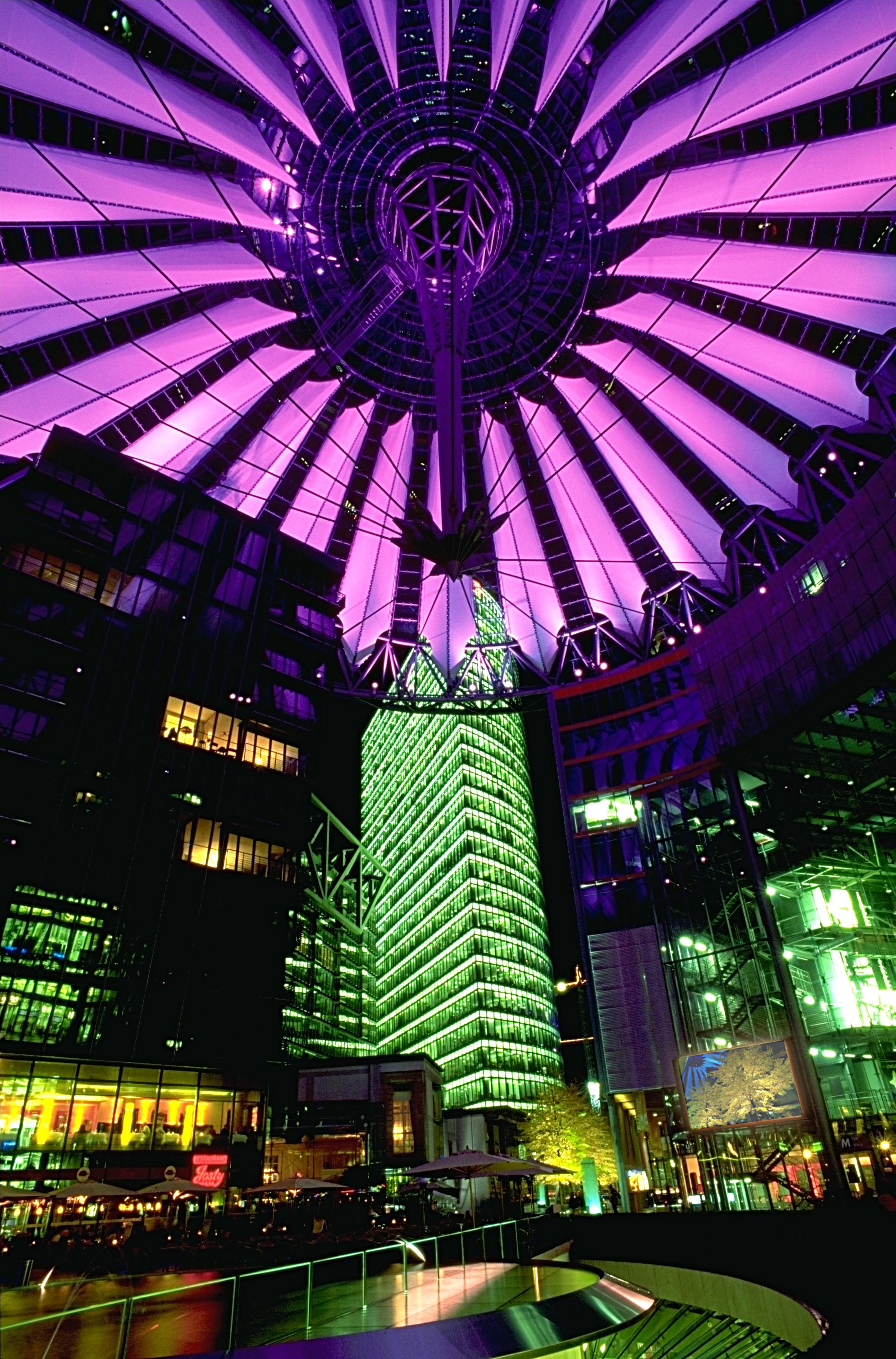
Sony Center de la Potsdamer Platz à Berlin.

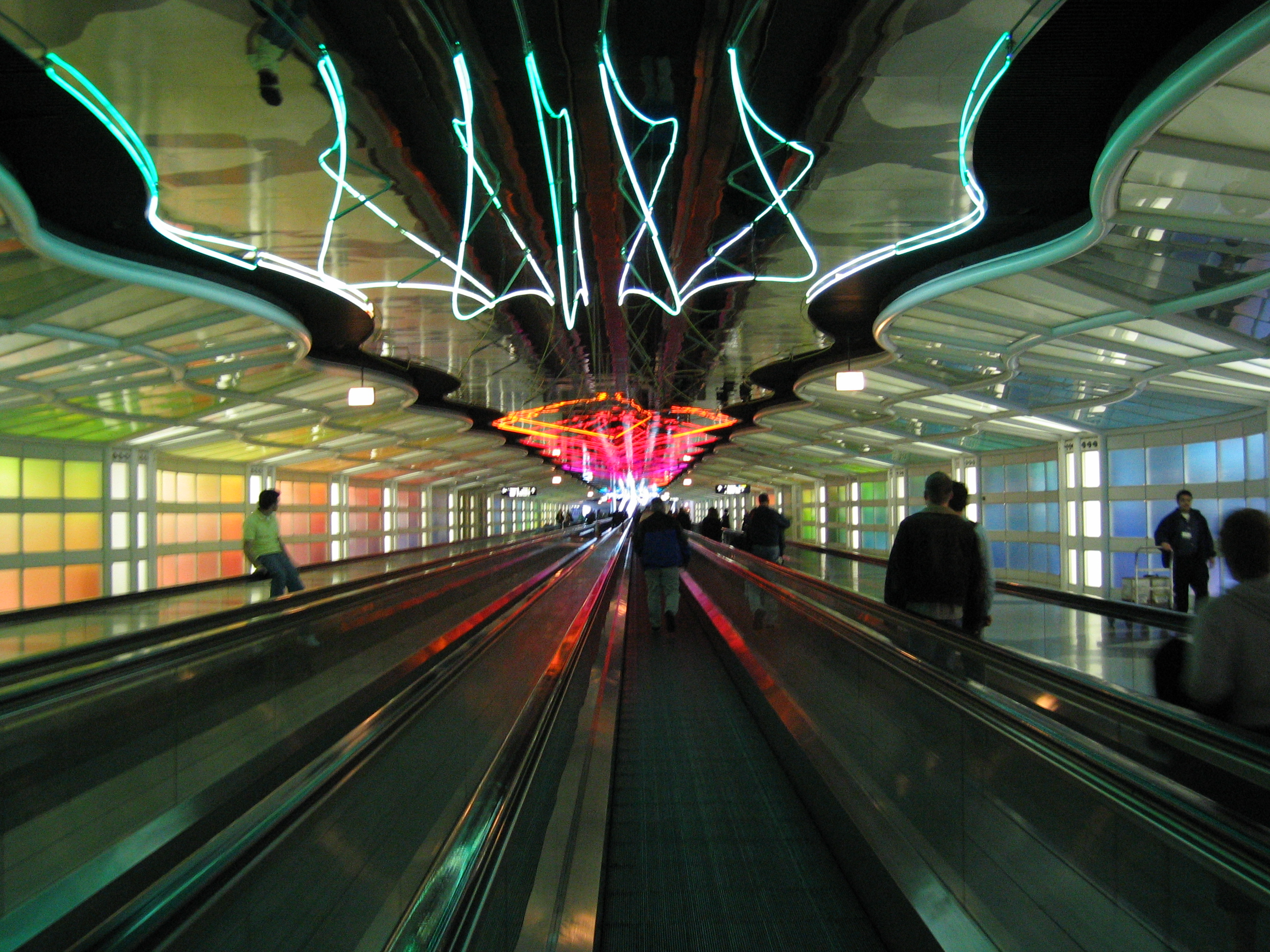
Aéroport international O'Hare de Chicago.

Helmut Jahn commença ses études à Munich et les poursuivit aux États-Unis.
Il a construit plusieurs bâtiments aux États-Unis et en Allemagne, par exemple le quartier général de Bayer AG, le Sony Center à Berlin ou encore le One Liberty Place à Philadelphie.
Parmi les bâtiments construits par Helmut Jahn, beaucoup de gratte-ciel construits à partir des années 1980 notamment à Chicago où se trouve le siège de l'agence d'architecture Murphy/Jahn, rebaptisée « Jahn » en 2012.

## Quelques bâtiments conçus par cette agence
- James R. Thompson Center, Chicago, 94 m, 1985
- Oakbrook Terrace Tower, Oakbrook Terrace, banlieue de Chicago, 127 m, 1986
- 11 Diagonal Street, Johannesburg, 80 m, 1986
- One Liberty Place, Philadelphie, 269 m, 1987
- Cityspire, New York, 248 m, 1987
- Citigroup Center (Chicago), 179 m, 1987
- Park Avenue Tower, New York, 171 m, 1987
- International Plaza, New York, 144 m, 1988
- 425 Lexington Avenue, New York, 125 m, 1987
- The Tower (Los Angeles), Los Angeles, 100 m, 1988
- Two Liberty Place, Philadelphie, 258 m, 1990
- Messeturm, Francfort, Allemagne, 257 m, 1990
- Bank of America Tower (Jacksonville), 188 m, 1990
- One America Plaza, San Diego, 152 m, 1991
- Caltex House, Singapour, 152 m, 1993
- Japan Post Tower, Tokyo, 200 m, 2012
- Z-Towers, Riga, 123 m, 2016
- Thyssenkrupp Test Tower, Rottweil, 246 m, 2017
- 1000M, Chicago, 245 m, 2024